# Kloster Marienborn (Marienborn)

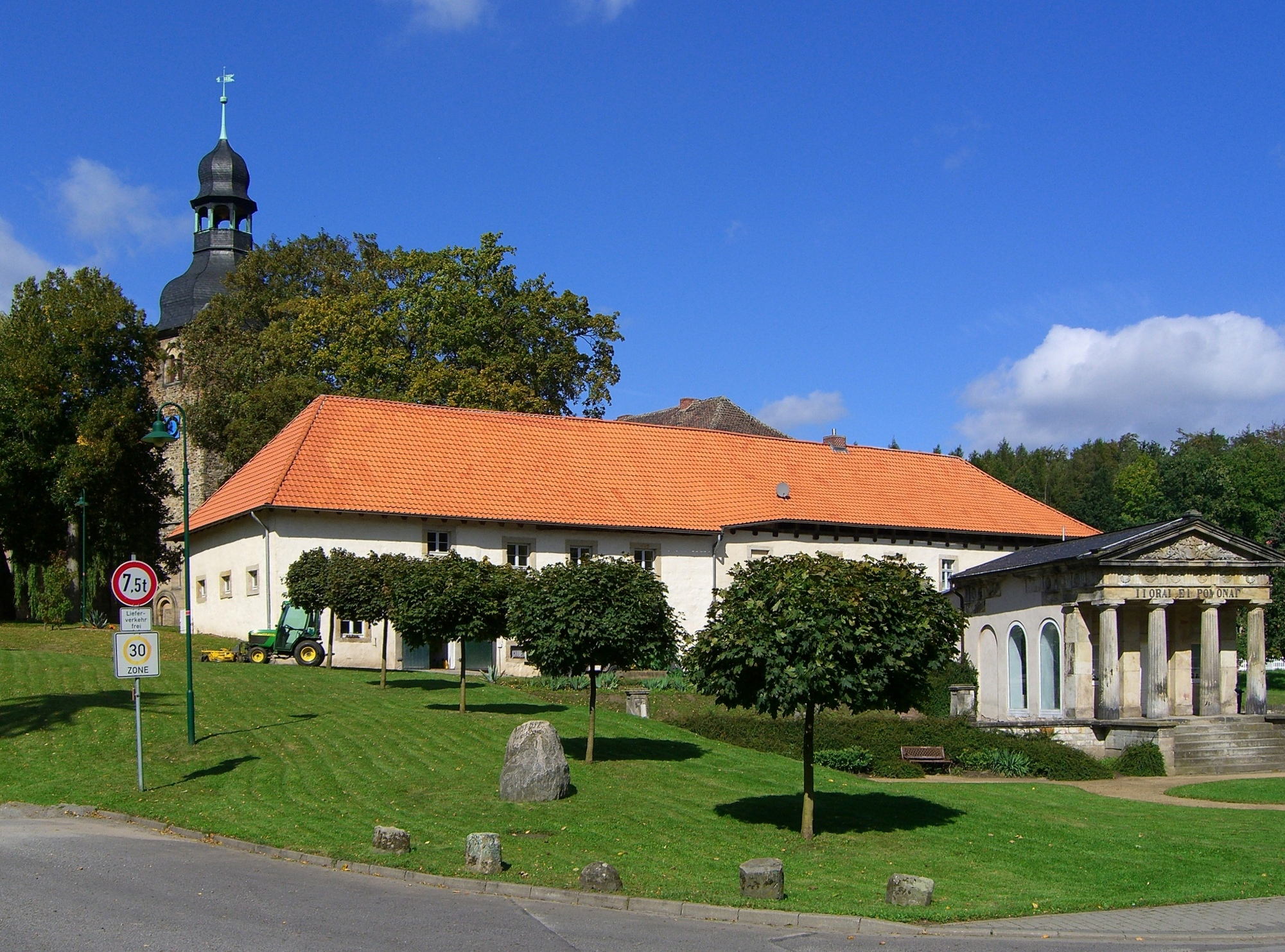
Klosterkirche, Brauerei und Orangerie

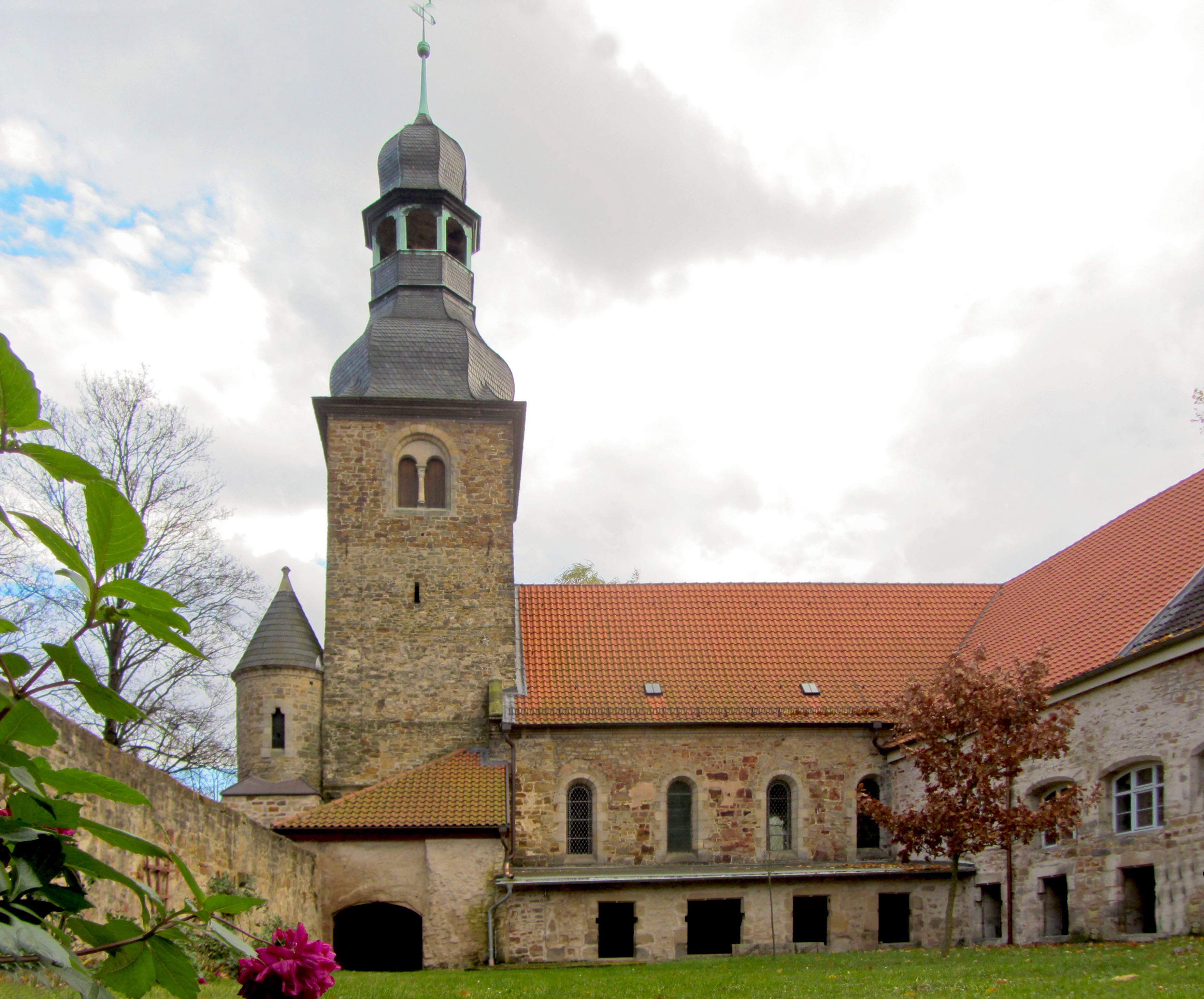
Blick vom Kreuzgang auf die Stiftskirche

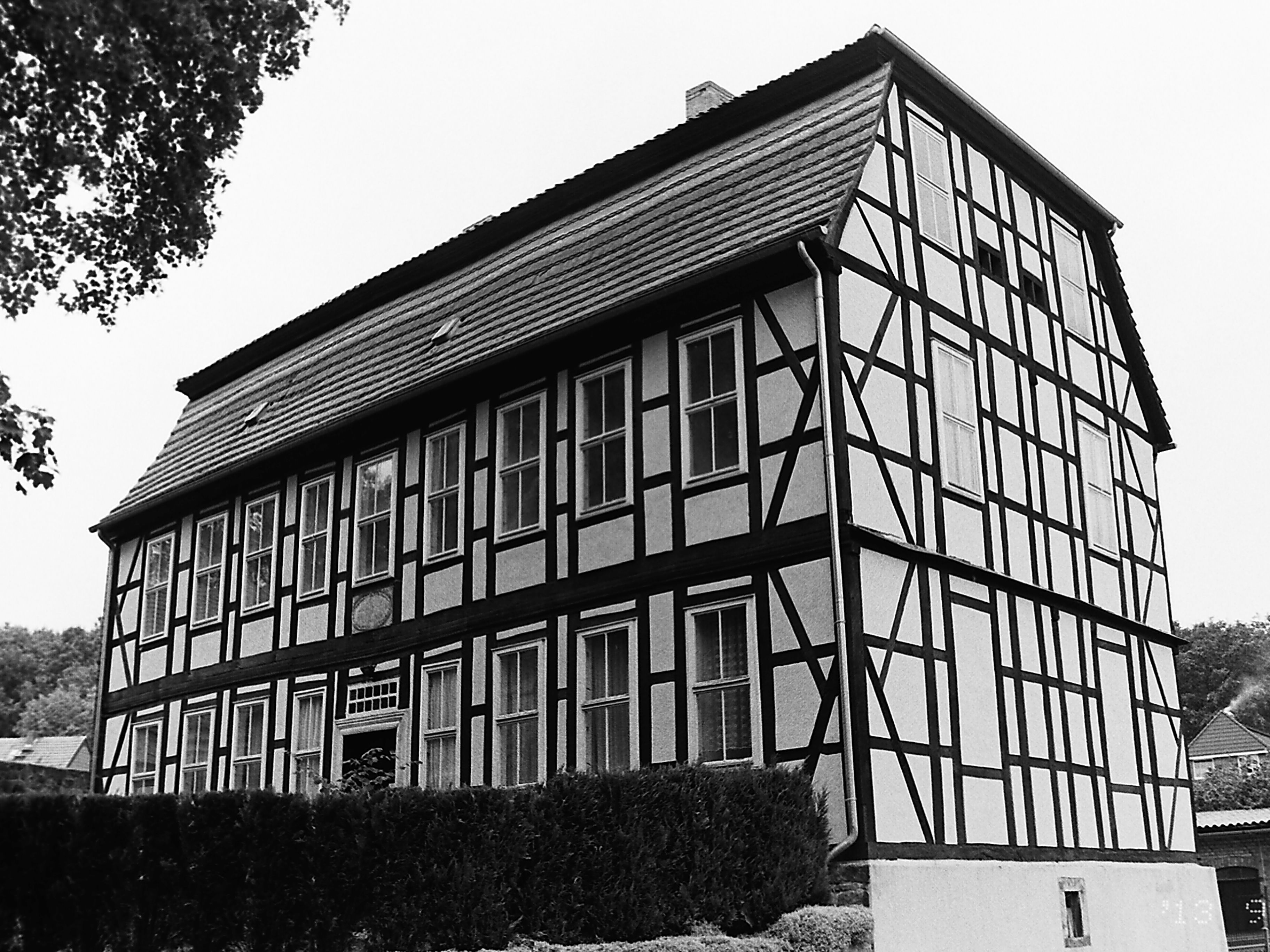
Pfarrhaus

Das Kloster Marienborn war ein Augustinerinnen-Kloster, das Ende des 12. Jahrhunderts gestiftet und 1810 aufgehoben wurde. Die teilweise noch erhaltenen Gebäude des Klosters liegen im Ortsteil Marienborn der Gemeinde Sommersdorf in Sachsen-Anhalt.

## Geschichte
Im 12. Jahrhundert soll die Jungfrau Maria über einer Quelle erschienen sein, an der sich daraufhin Wunder ereigneten. Schon bald wurde über der Quelle eine Kapelle errichtet. Dieser Ort hatte zunächst den Namen Morthdal, der später als Mordthal bezeichnet wurde, weil in den nahe gelegenen Wäldern Morde verübt worden sein sollen. Er wurde in der Folge das Ziel von Wallfahrern, unter denen sich viele arme und kranke Personen befanden. Für deren Versorgung stiftete der Erzbischof Wichmann von Magdeburg 1191 ein Hospital, das zwischen 1230 und 1250 in ein Kloster umgewandelt wurde, indem Augustiner-Chorfrauen aus dem nahe gelegenen Kloster Marienberg bei Helmstedt hierher versetzt wurden.
Schon kurz darauf – wohl 1252 – erlitt das junge Kloster eine Katastrophe, indem die Gebäude abbrannten. 1277, 1414 und 1571 erfolgten weitere große Brände. 1573 wurde das Kloster evangelisch und 1686, nachdem 1680 das Herzogtum Magdeburg an Preußen gefallen war, in ein adeliges Damenstift umgewandelt.
Per Dekret vom 1. Dezember 1810 von Jérôme Bonaparte, damals König von Westphalen, wurde das Stift, wie alle Stife und Klöster in seinem Herrschaftsbereich, aufgelöst. Ein Teil des Klosterguts wurde verkauft, wobei sich Jérôme um etwa 20.000 Mark bereicherte. Den anderen Teil schenkte Jérôme seinem Günstling Joseph Antoine Morio, den er dabei gleichzeitig zum Grafen von Marienborn erhob. Nach der Ermordung Morios im Dezember 1811 wurden die Forstanteile, Zehnten und anderen Einkünfte dieses Teil den Staatsdomänen einverleibt, die landwirtschaftlich genutzten Ackerflächen hingegen meistbietend verkauft. Käufer war der Braunschweiger Bankier Samson, der es 1815 an seinen Schwager Jacobsen verkaufte, welcher es bereits 1817 an seinen Schwiegersohn, den Bankier Schlesinger, abtrat. 1820 kaufte der Oberamtmann Wagner, der das Gut Sommerschenburg gepachtet hatte, das ehemalige Klostergut und zog von Sommerschenburg nach Marienborn. Der Bankier Gustav Löbbecke kaufte das Gut 1822, zog von Braunschweig nach Marienborn und ließ 1827 einen ca. 15 ha großen Park mit seltenen Bäumen anlegen.
Das Gut blieb bis 1927 im Besitz der Familie Löbbecke, die es dann an Max Görlich verkaufte. In der Folge der Weltwirtschaftskrise ging das Gut 1931 in Konkurs und wurde von der Rabbethge und Giesecke Aktiengesellschaft in Klein Wanzleben aufgekauft.

## Bauwerke
Eine erste Brunnenkapelle wurde wohl schon im 12. Jahrhundert errichtet. Der Bau der Klosterkirche begann wohl erst Anfang des 13. Jahrhunderts. Weiterhin entstand ein Kreuzgang, dessen Baubeginn nicht datiert werden kann. Dies trifft auch für das große Brauhaus zu. 1766 ließ die Domina Dorothea Gräven II. einen Südflügel als zweigeschossiges Wohnhaus erbauen, der 1935 abgerissen wurde. Das Pfarrhaus wurde 1784 auf Veranlassung der Domina von der Schulenburg erbaut. 1836 wurde die Marienkapelle neu errichtet und 1856 nach Plänen von Karl Friedrich Schinkel die Orangerie erbaut. 1865 wurde der Westflügel des jetzt als Schloss bezeichneten Gebäudekomplexes angebaut.

### Stiftskirche St. Marien

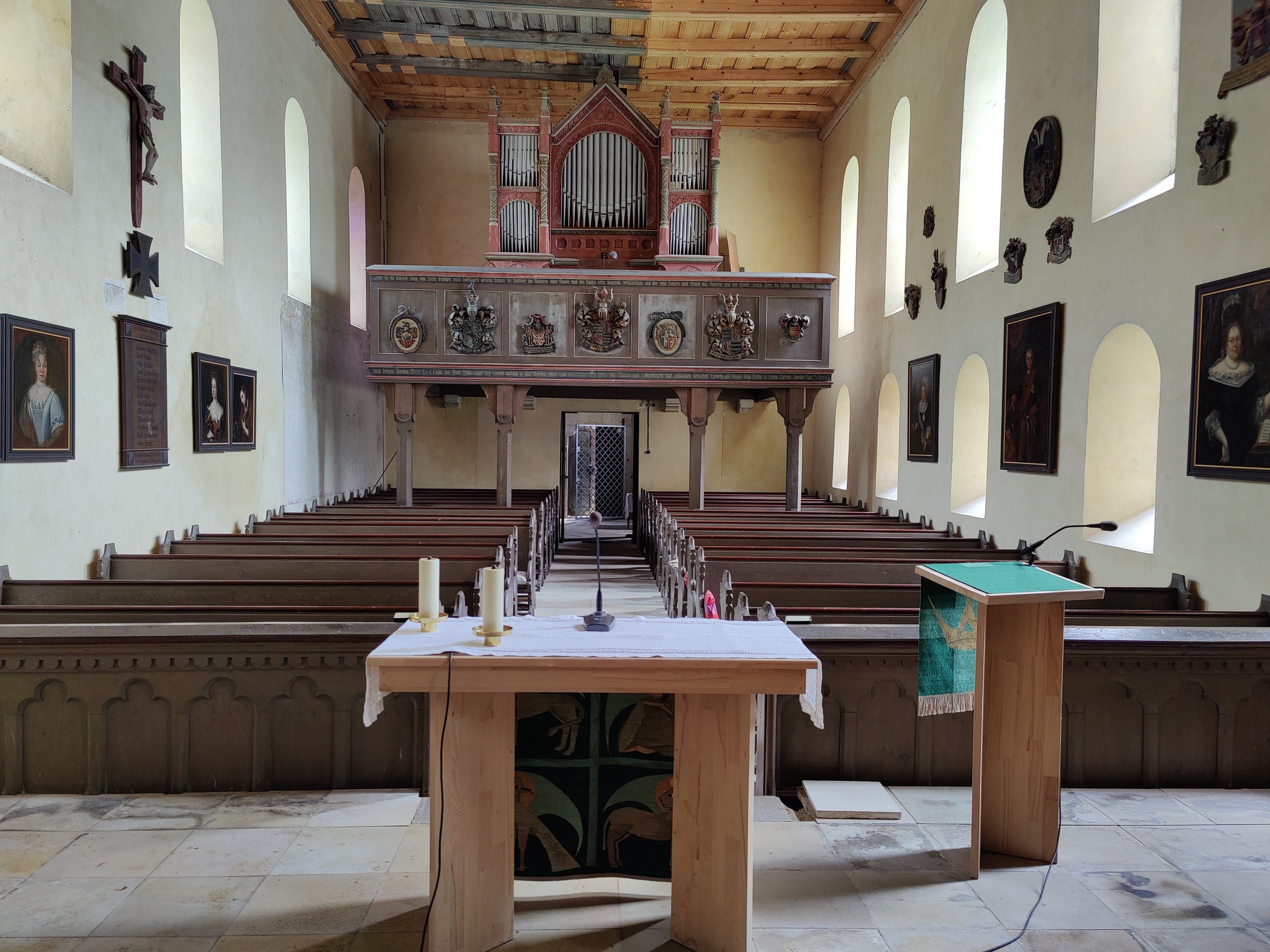
Innenraum

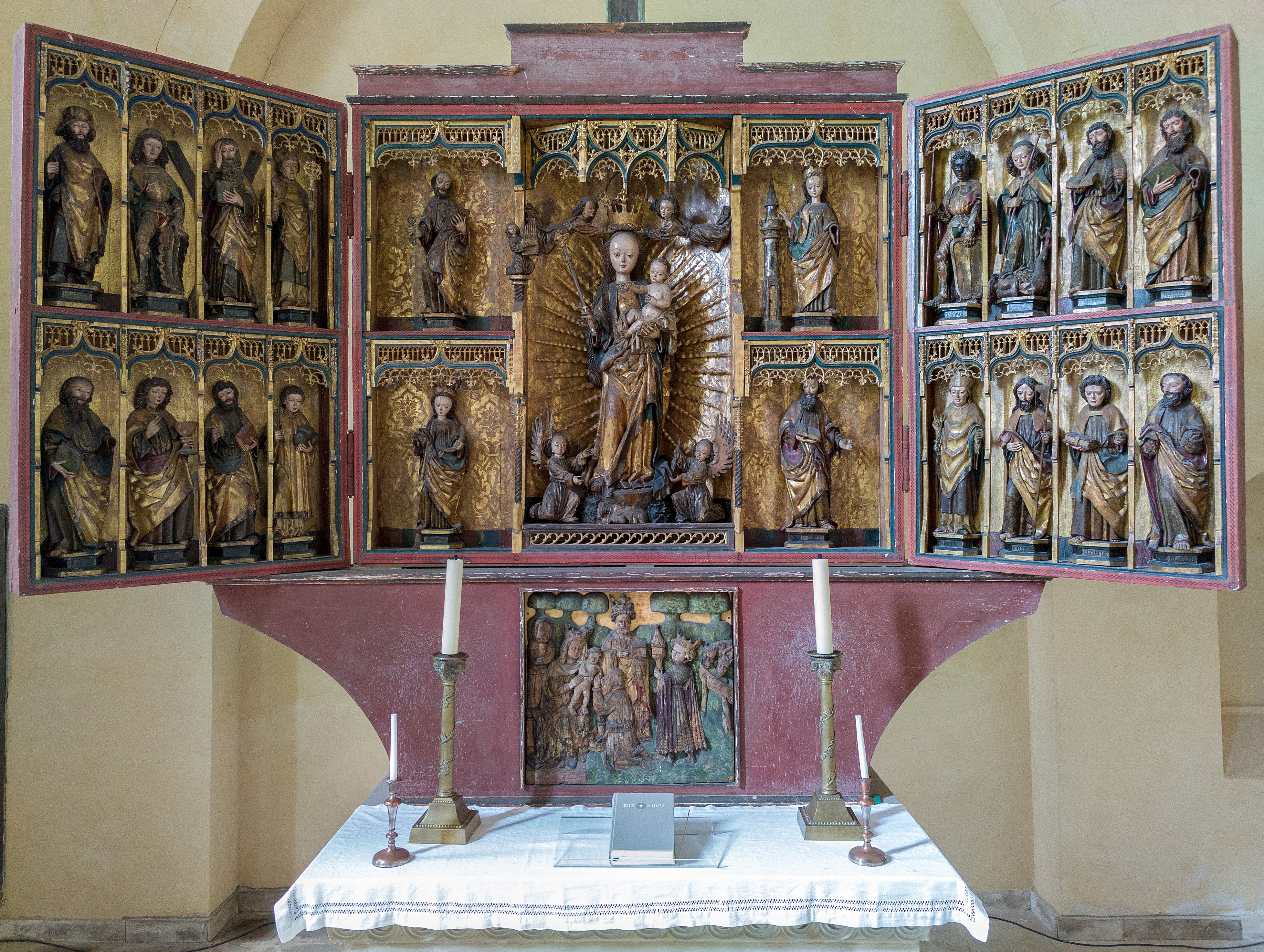
Eines der Altarretabel

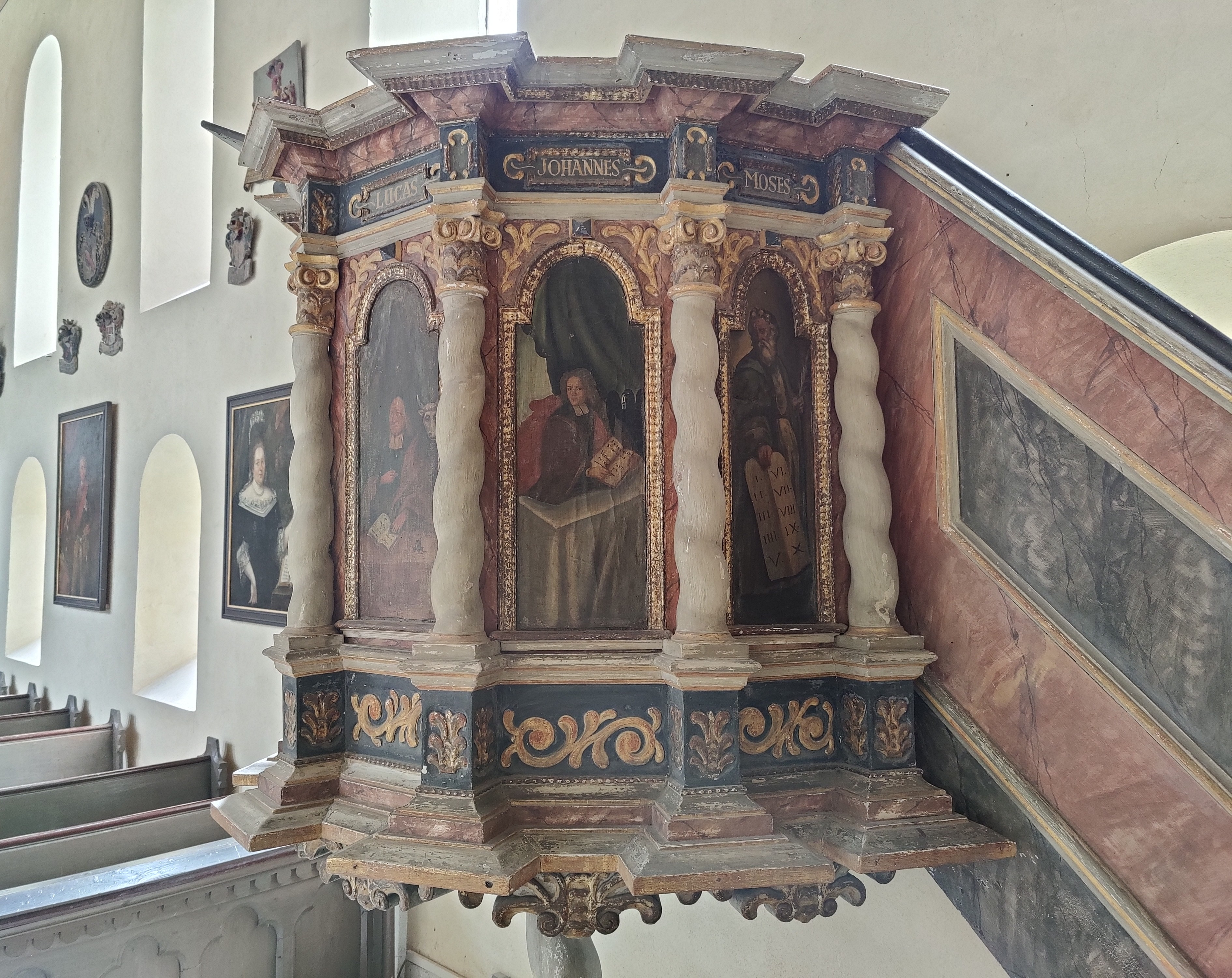
Kanzel

Seit dem Baubeginn im beginnenden 13. Jahrhundert wurde die Kirche vielfach baulich verändert:
- 2. Hälfte 14. Jahrhundert: Errichtung des Turms über dem Chor
- 1410: Abbruch der östlichen Apsis und Verlängerung des Chors in diese Richtung (1418)
- 1535: Verlängerung des Kirchenschiffs in Richtung Westen; Umbau des Chorjochs zu einer Vorhalle und Einbau eines aufwendigen Eingangsportals; umfangreiche Erneuerung des Schiffes und Entfernung der Nonnenempore
- um 1700: Erhöhung des Turms und Aufsatz einer barocken Haube mit Laterne
- 1885: Wiederherstellung, nach dem großen Brand von 1884, auf Grundlage eines Entwurfs von Friedrich August Stüler von 1860; Abbruch des Chores sowie der oberen Geschosse des südlichen Kreuzgangflügels; geringe Verkürzung der Kirche im Westen und Anbau einer Apsis; erneute Entfernung der Nonnenempore; Erhöhung des nordöstlichen Treppenturms; Einbau der (heute nicht mehr funktionsfähigen) Orgel von August Troch, Neuhaldensleben[4]
- 1936–39: Verschluss der westlichen Apsis und Neugestaltung des Innenraums
- 1999 Reparaturen am Gebälk des Turmes

Die Kirche besteht aus der Eingangshalle (dem ehemaligen Chor), dem langgestreckten Kirchenschiff und einer westlichen Apsis. Auf der Eingangshalle steht der Turm. Das Gebäude wurde aus grauem, zum Teil sehr eisenhaltigem Sandstein aufgeführt. An der nordöstlichen Ecke dient ein Treppenturm als Aufgang zum Turm.
Das Schiff ist ein einfacher Rechtecksaal mit flacher Balkendecke. Die Orgelempore wurde an der Westwand angebaut. Im Raum befinden sich zwei Schnitzretabeln aus der Zeit um 1475 bzw. 1490. Die ebenfalls aus Holz geschnitzte Kanzel aus dem Anfang des 18. Jahrhunderts steht auf einer gedrehten Säule. Der gotische Taufstein in Form eines Kelches wurde im 19. Jahrhundert überarbeitet. An den Wänden sind mehrere Gemälde aufgehängt, die u. a. Bildnisse von Stiftsdamen aus dem 17. und 18. Jahrhundert bieten. In einer Nische der Eingangshalle befindet sich ein Vesperbild als Hochrelief aus Sandstein aus dem letzten Viertel des 14. Jahrhunderts.

### Kreuzgang
Vom Kreuzgang sind Ost- und Nordflügel nur noch in Resten, die übrigen Flügel in spätgotischer Form erhalten. Am Westflügel finden sich die Jahreszahlen 1471 und 1499. Das barocke Obergeschoss darauf öffnet sich mit Korbbögen zum Hof. Er wird nördlich durch ein im Kern spätgotisches Haus begrenzt. Im Südflügel befinden sich zahlreiche, teilweise aus dem 16. Jahrhundert stammende Grabsteine.

### Pfarrhaus
Der stattliche zweigeschossige Fachwerkbau bildet zusammen mit dem Brauhaus einen Vorhof zur Eingangshalle der Kirche. Über seiner Eingangstür weist eine lateinische Inschrift auf die Erbauerin, die Domina von der Schulenburg, und das Entstehungsjahr 1784 hin. Das Gebäude befindet sich 2015 in Privatbesitz.

### Brauerei
Die nur bis 1810 betriebene große Brauerei wurde danach zu Wohnungen und Stallungen umgebaut und dient 2015 als Unterkunft für die Feuerwehr und den Gemeindearbeiter.